# Hahn (volcán)
Hahn son los restos de una antigua caldera volcánica en Westerwald, Alemania. Sus coordenadas son estas: 49.929818° 7.271090°